# Onychoteuthis banksii
Espèce
Statut de conservation UICN

 DD  : Données insuffisantes
Onychoteuthis banksii est une espèce de mollusques céphalopodes de la famille des Onychoteuthidae.